# Красноспинный горный астрильд
Красноспинный горный астрильд или бамбуковый горный астрильд (лат. Cryptospiza shelleyi) — вид птиц из рода горных астрильдов семейства астрильдов (Estrildidae). Обитает в горах Альбертин в Уганде, на востоке Конго, Руанде и Бурунди. Находится под угрозой исчезновения.

## Описание
Размер красноспинного горного астрильда — 13 см. Масса — 15—19 г.
У самца голова до основания глаза, ушные раковины, затылок и верхняя часть боков бордово-красные, хвост чёрный, кроющий перья чёрные, внутренние третичные перья красные. Подбородок до горла, бок шеи и верхняя часть брюха — оливковые, нижняя часть брюха и подхвостовой покров чёрные, бока персиково-оранжевые. Радужная оболочка — тёмно-коричневая, веки розовые. Клюв красный, ноги чёрные.
У самки голова и большая часть подхвостья светло-оливково-зелёные, надхвостье рыжее, крылья слегка коричневые, низ брюха чёрный.
Молодые особи похожи на самок, но не имеют оранжевых оттенков на боках.

## Биология
Населяет густой подлесок в горных лесах, часто на дне долин вблизи воды, низкий вторичный подлесок на опушке леса, а также лесные вырубки с зарослями бамбука. На высоте 1600—3400 м в горах Рвензори и лесу Бвинди в Уганде и на высоте 2200—3000 м в горах Вирунга на границе Конго-Уганды-Руанды.

## Поведение

### Песня
Песня состоит из серии щебечущих нот, повышающихся и понижающихся, «tu-tu-tu-ti-ti-ti».

### Питание
Рацион состоит из мелких семян, в основном бальзамина (Impatiens), а также насекомых. Питается на земле или близко к ней. Кормится в основном парами и небольшими группами.

## Классификация
Вид был описан Ричардом Шарпом в 1902 году. Монотипичен, подвидов не выделяют.

## Охранный статус
Ранее считался уязвимым видом, но в 2017 году был включен в список видов, находящихся под угрозой исчезновения. Вид с ограниченным ареалом: присутствует в Альбертинских рифтовых горах. Редкий почти на всей территории ареала. В некоторых районах численность сократилась, возможно, из-за продолжающейся вырубки и деградации лесов, в основном из-за сельского хозяйства и заготовки древесины.
Популяция, вероятно, серьёзно фрагментирована и сокращается. Размер глобальной популяции ранее оценивался в 2500—5000 взрослых особей, но в связи с отмеченным снижением количества сообщений и отсутствием недавних встреч, эта оценка, скорее всего, завышена. Поэтому предполагаемая численность популяции находится в диапазоне 1000—2500 половозрелых особей, при этом ни одна субпопуляция не насчитывает более 250 половозрелых особей.